# Cliff Adams
Cliff Adams (* 21. August 1923 in Southwark, London, England; † 22. Oktober 2001 in Chelsea, Kensington and Chelsea, London, England) war ein britischer Orchesterleiter, Sänger und Radiomoderator.

## Leben
Mit neun Jahren war er Chorsänger der Kirche St Mary le Bow in Cheapside. Der Organist gab ihm Klavier und Orgelunterricht, so dass er mit 16 Jahren als Pianist in einer Big Band mitwirken konnte. Wegen seiner musikalischen Fähigkeiten kam er nach Ausbruch des Zweiten Weltkriegs nach Uxbridge, dem Hauptquartier der RAF Music Services.
In den Nachkriegsjahren schrieb und arrangierte er für viele damals populäre Interpreten, wie zum Beispiel Ambrose, Ted Heath, Cyril Stapleton und Eric Winstone.
Adams war zusammen mit Dick James Gründer der Gesangsgruppe The Stargazers, die in den frühen 1950er Jahren zwei Nummer-eins-Hits in Großbritannien hatten. Er erfand und präsentierte ab 1959, nach Auflösung der Stargazers, die Show „Sing Something Simple“ im BBC-Hörfunk. Die Sendung erwies sich als eine der langlebigsten der Hörfunkgeschichte weltweit: Nach vier Jahrzehnten war sie noch immer auf BBC Radio2 jeden Sonntag am gleichen Sendeplatz zu hören.
Er hatte sein eigenes Orchester und seine eigene Gesangscombo, die Cliff Adams Singers. Das Cliff Adams Orchestra hatte einen Hit in den britischen Charts: The Lonely Man Theme war die Melodie eines Werbespots für eine Zigarettenmarke und kam 1960 auf Platz 39. Später gründete und leitete Adams die Olympic Studios, ein Musikstudio in London. Er baute auch eine Kunstsammlung auf, vornehmlich mit Werken britischer Künstler aus der ersten Hälfte des 20. Jahrhunderts. Als Musikunternehmer versuchte er sich 1976 auch in der Sparte West End Musicals, produzierte eine zweiaktige Liza of Lambeth Show am Shaftesbury Theatre.
Cliff Adams lebte in Chelsea. Er war insgesamt dreimal verheiratet und hinterließ zwei Töchter und einen Sohn.

## Belege
1. 1 2 3 4  Cliff Adams: His Singers are still on the air every Sunday, 42 years after their debut, The Guardian vom 1. November 2001, abgerufen am 13. Januar 2015.

| Personendaten    | Personendaten                                         |
| ---------------- | ----------------------------------------------------- |
| NAME             | Adams, Cliff                                          |
| KURZBESCHREIBUNG | britischer Orchesterleiter, Sänger und Radiomoderator |
| GEBURTSDATUM     | 21. August 1923                                       |
| GEBURTSORT       | Southwark, London, England                            |
| STERBEDATUM      | 22. Oktober 2001                                      |
| STERBEORT        | Chelsea, Kensington and Chelsea, London, England      |